# Agencia para la enseñanza francesa en el extranjero
La Agencia para la Enseñanza Francesa en el Extranjero (AEFE) es una institución pública francesa responsable de supervisar y coordinar la red de instituciones educativas francesas en el extranjero. En 2022, esta red, compuesta por 566 establecimientos homologados por el Ministerio de Educación Nacional, acoge a cerca de 390 000 alumnos, de entre los cuales, solo un 30 % de franceses, en 138 países. Fue fundada en 1990 y está bajo la supervisión del Ministerio para Europa y Asuntos Exteriores.

## Historia
La existencia de centros educativos franceses en el extranjero se remonta muchos siglos atrás, es el caso del Liceo Francés de Berlín fundado en 1689, el de Nueva York fundado en 1817, o el de Londres fundado en 1915.
La red de centros educativos franceses en el extranjero era heterogénea con diferentes estatus de establecimientos y personal. A pesar de la existencia de un Servicio de Enseñanza del Francés en el Extranjero dentro de la Dirección General de Relaciones Culturales del Ministerio de Asuntos Exteriores, existía una gran heterogeneidad en la situación del personal, con importantes desigualdades de remuneración entre las distintas categorías de funcionarios y grandes diferencias entre los establecimientos: establecimientos de la Misión Secular Francesa, escuelas de embajadas, establecimientos binacionales, iniciativas de la Alianza Francesa local, etc.
A finales de la década de 1980, entra a regir una doble reforma, tanto a nivel local, en busca de la igualdad de trato de los funcionarios, y a nivel de la administración central (en Francia), para la armonización y concentración de recursos.
En 1989, Thierry de Beaucé, Secretario de Estado encargado de las relaciones culturales internacionales, del gobierno de François Mitterrand, encarga una revisión del sistema de remuneración, Seguido a esto, el 6 de junio de 1990, se funda un nuevo establecimiento público, la Agencia para la Enseñanza Francesa en el Extranjero, que dirigiría toda la red escolar en el extranjero, bajo la tutela del Ministerio de Asuntos Exteriores y del Ministerio de Cooperación.
Gisèle Dessieux fue su primera directora.

Tras la integración de los servicios del Ministerio de Cooperación en el Ministerio de Asuntos Exteriores, la AEFE pasa a estar bajo la tutela de este último. La tutela es ejercida por la Dirección General para la Globalización, desde la Dirección de Diplomacia de Influencia.

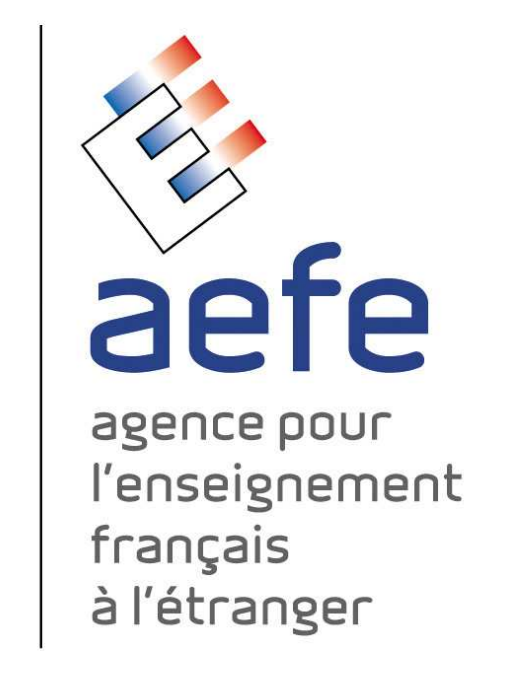
Logotipo antiguo de la AEFE (1990-2015).

## Tareas
Sujeta al Código de la Educación, la Agencia para la Enseñanza Francesa en el Extranjero tuvo dos misiones principales hasta febrero de 2022. Por una parte, asegurar en pro de los niños de nacionalidad francesa residentes en el extranjero las misiones de servicio público relativas a la educación y, por otra parte, contribuir, mediante la acogida de alumnos extranjeros, a la expansión de la influencia de la lengua y la cultura francesa y al fortalecimiento de las relaciones de cooperación entre los sistemas educativos franceses y extranjeros.
Para llevar a cabo sus misiones, la Agencia supervisa y acompaña a los centros educativos franceses de la red, a los que asigna subvenciones de funcionamiento, inversión, equipamiento y apoyo educativo. Garantiza la gestión presupuestaria y financiera de la red, centralizando los recursos; especialmente cuando se trata de acometer grandes proyectos inmobiliarios para la construcción o renovación de establecimientos educativos. Recluta, asigna, remunera y evalúa al personal docente, de coordinación e inspección y supervisores, titulares del Ministerio de Educación Nacional. Vela por la gestión y animación educativa de la red y vela por la formación continua del personal. Brinda apoyo a la educación de los niños franceses mediante la concesión de becas, sujetas a la condición socioeconómica. Acompaña a los estudiantes en la construcción de su trayectoria profesional hacia la educación superior. Ofrece becas de excelencia a los mejores estudiantes extranjeros que deseen continuar su educación superior en Francia.
Fuera de la red de sus centros educativos, la AEFE participa en la gestión de dos sistemas educativos complementarios para apoyar, promover y velar por la lengua francesa en el extranjero: el sello LabelFrancEducation y el programa FLAM (francés, lengua materna). El primero se dirige a los centros educativos bilingües francófonos de todo el mundo y el segundo, se dirige a los estudiantes franceses o con doble nacionalidad educados en el extranjero en una lengua distinta del francés.
El 28 de febrero de 2022, el Parlamento francés aprobó la Ley n.º 2022-272 destinada a mejorar la gobernanza de la AEFE y crear institutos regionales de formación, encomendando nuevas misiones a la Agencia.

## Servicios centrales

### Organización

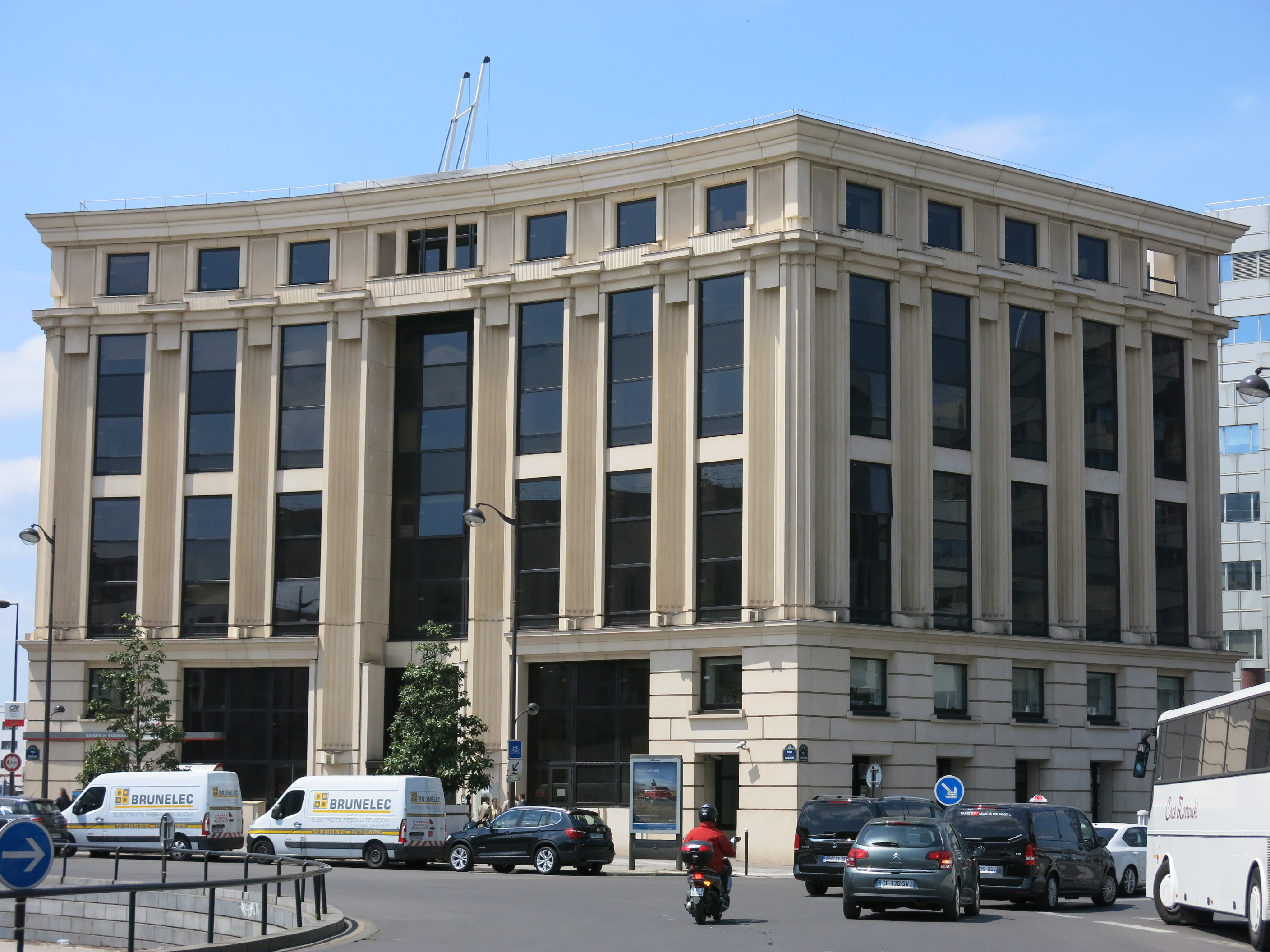
La sede de la AEFE en París, Plaza de Cataluña.

La AEFE es un establecimiento público de carácter administrativo (EPA), bajo la tutela del Ministerio de Europa y de Asuntos Exteriores. Emplea 181 personas, entre las cuales las cuales el 56 % son mujeres, en los dos sitios que componen las oficinas centrales: 115 en París y 66 en Nantes. 49 % del personal proviene del Ministerio de Educación Nacional, 14 % del Ministerio de Relaciones Exteriores y 8 % del Ministerio de Economía y Finanzas.
La Agencia es administrada por una Junta Directiva (JD) y encabezada por un director general, asistido por un director general Adjunto. El director general determina las grandes orientaciones de la política de la AEFE y las eleva a la Junta Directiva.
El Presidente de la JD es Bruno Foucher desde 2021 y el director general Olivier Brochet.

### Presupuesto
El presupuesto se orienta a lo largo de tres grandes ejes: excelencia educativa, apoyo a la red y modernización de la red. Para los establecimientos supervisados por la AEFE, el presupuesto global se basa en un principio de cofinanciación: tasas de matrícula por un lado, subvenciones públicas por otro lado.
En 2020, el presupuesto anual de la Agencia fue de 1,1 MMd€, incluidos 487,2 MMd€ de ingresos propios, en gran parte fruto de las tasas de matrícula y mensualidades, y 611,6 MMd€ de dos subvenciones del Ministerio de Europa y Asuntos Exteriores.

## La red

### Una red única

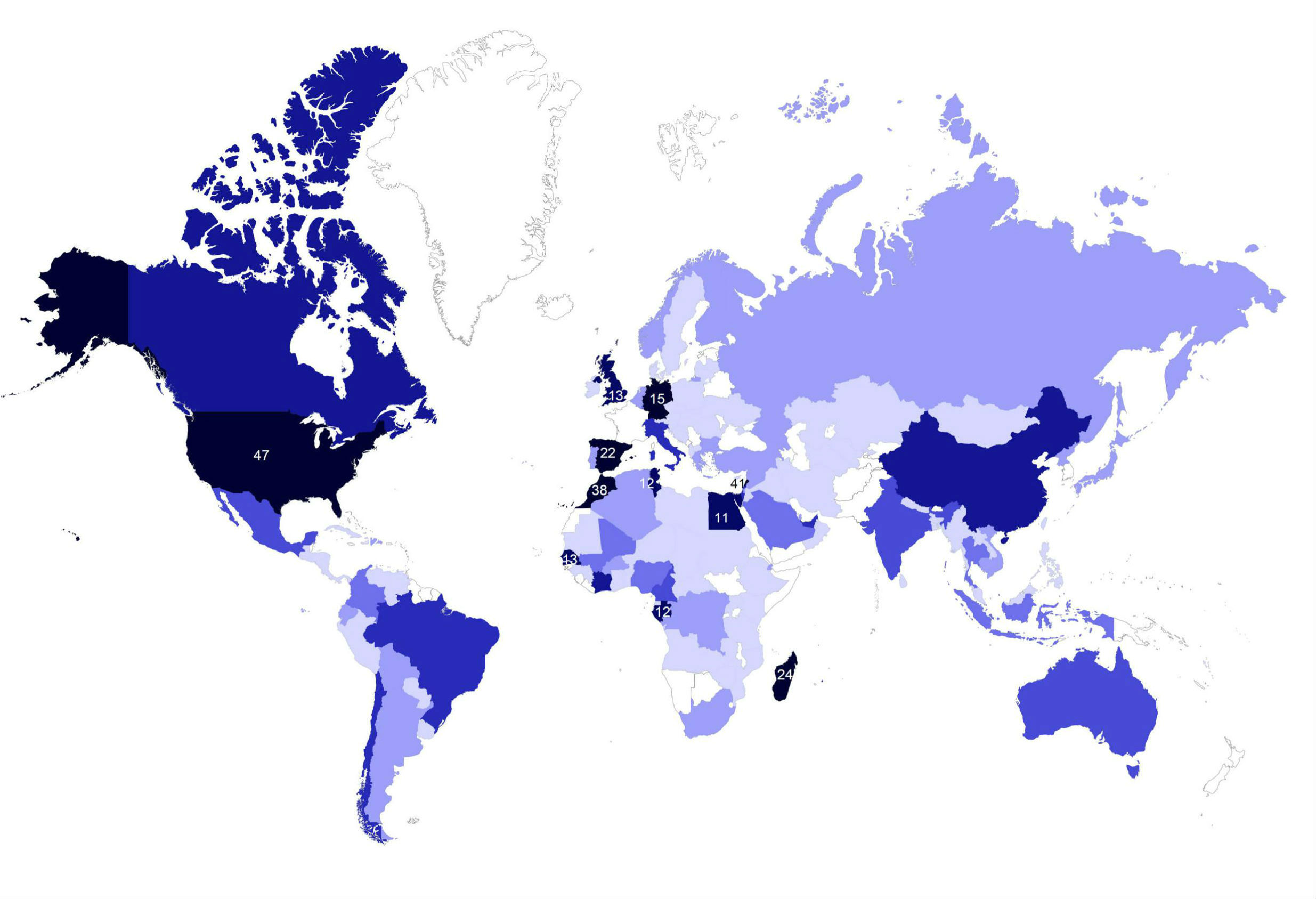
Instituciones de la red educativa francesa en el extranjero por país (2016).

La red de enseñanza francesa en el extranjero está compuesta por 566 establecimientos que acogen a cerca de 390 000 alumnos en 138 países, desde el jardín de niños hasta duodécimo año (Terminale). Esta red no tiene un equivalente a escala mundial.
De hecho, Francia es el único país que ha optado por dotarse de un sistema de enseñanza en el extranjero de esta dimensión, financiado parcialmente por fondos públicos. Otros grandes países exportadores de su sistema educativo, como Estados Unidos o Reino Unido, no coordinan sus establecimientos de la misma forma. En comparación, la red alemana tenía, en 2017, 140 establecimientos en 72 países que educan.82 000 alumnos
Además de su ubicación fuera del territorio nacional, los establecimientos de la red tienen ciertas características que los distinguen de un centro educativo común en Francia.
- Deben estar homologados, es decir solicitar y justificar periódicamente su pertenencia al sistema educativo francés.
- Tienen diferentes estatutos, desde la dependencia directa de la AEFE hasta la asociación, y su personal trabaja bajo diferentes contratos, bajo la ley francesa (expatriados o residentes) o bajo la ley local.
- A diferencia de un establecimiento público en Francia, las familias deben pagar tasas de matrícula y mensualidad para matricular a sus hijos allí. Como resultado, las familias son en su mayoría de clase media y alta, aunque alrededor de 20 % de los estudiantes franceses se benefician de una beca de matrícula.
- A diferencia de una institución internacional privada en el extranjero de países como Estados Unidos, Inglaterra o Alemania, el Estado francés es un actor del sistema, en primer lugar gracias a la acción de la AEFE, que participa en la calidad de la enseñanza (seguimiento de la certificación, contratación, retribución y formación del personal) y asegura el principio de igualdad de oportunidades (atribución de becas) incidiendo así en la reducción de las tasas de matrícula.
- Las asociaciones de padres, madres y encargados de familia y profesores juegan un papel importante (algunas administran o, inclusive, a veces son propietarias del establecimiento).
- La escuela primaria y secundaria a menudo pertenecen al mismo bloque escolar (donde secciones vocacionales son casi inexistentes).
- Los empleados son extranjeros y la proporción de alumnos del país sede generalmente supera la de los alumnos franceses.
- El ambiente es multilingüe e intercultural.[19] Se fomenta el aprendizaje de varios idiomas desde edades tempranas y el uso de las tecnologías digitales en la comunicación y la pedagogía.[20]
- Los resultados de los exámenes son generalmente más altos que el promedio nacional francés, al igual que la proporción de estudiantes que optan por seguir una educación superior de alto nivel; más de la mitad de ellos en el extranjero.[21]
- La densidad y la extensión de la red facilitan la movilidad profesional de las familias, tanto francesas como extranjeras, que saben que pueden contar, en todo el mundo, con escuelas de perfil similar que garanticen la continuidad educativa de sus hijos.

### Los establecimientos

#### Aprobación

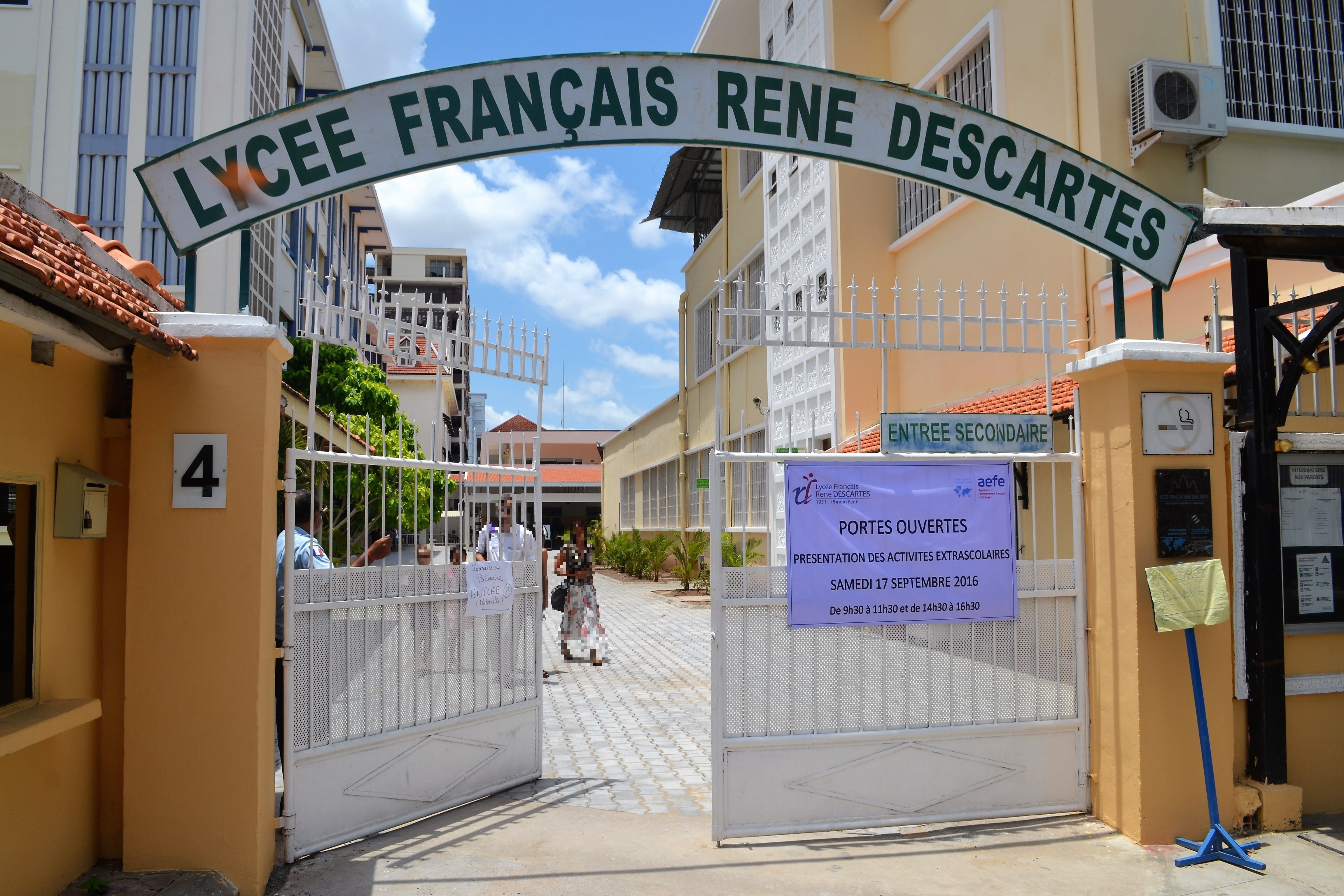
El Liceo francés, René-Descartes en Phnom Penh, Camboya, en convenio con la AEFE y homologado desde el jardín de niños hasta duodécimo año (Terminale).

Es el proceso de homologación que define y garantiza que una escuela fuera de Francia pertenece a la red de escuelas francesas en el extranjero reconocida por el Ministerio de Educación Nacional. La lista de establecimientos homologados se publica anualmente en el Diario Oficial.
Emitida por el Ministerio de Educación Nacional, la homologación forja una identidad común y certifica la conformidad de la educación con los requisitos, programas, objetivos educativos y reglas de organización del sistema educativo francés. Permite a cualquier estudiante de una institución homologada continuar su educación en cualquier otra institución francesa sin tener que realizar un examen de admisión, y cualquier estudiante francés puede ser elegible para la concesión de una beca escolar. Visitado periódicamente por el cuerpo nacional de inspección educativa, las instituciones deben justificar el cumplimiento de los criterios de homologación, en primer lugar el de la calidad de la educación proporcionada, pero también la presencia de personal calificado, la recepción de niños de nacionalidad francesa así como niños extranjeros y la preparación de estudiantes para exámenes y diplomas franceses. La AEFE gestiona administrativamente las solicitudes y el seguimiento de los expedientes de homologación que puedan afectar a un establecimiento o sección de un establecimiento.
En 2016, de las 489 instituciones homologadas por la AEFE, 46 tenían solo un nivel homologado (jardín de infantes, primaria, secundaria o preparatoria) y 201 todos los niveles aprobados.

#### Tres estatutos

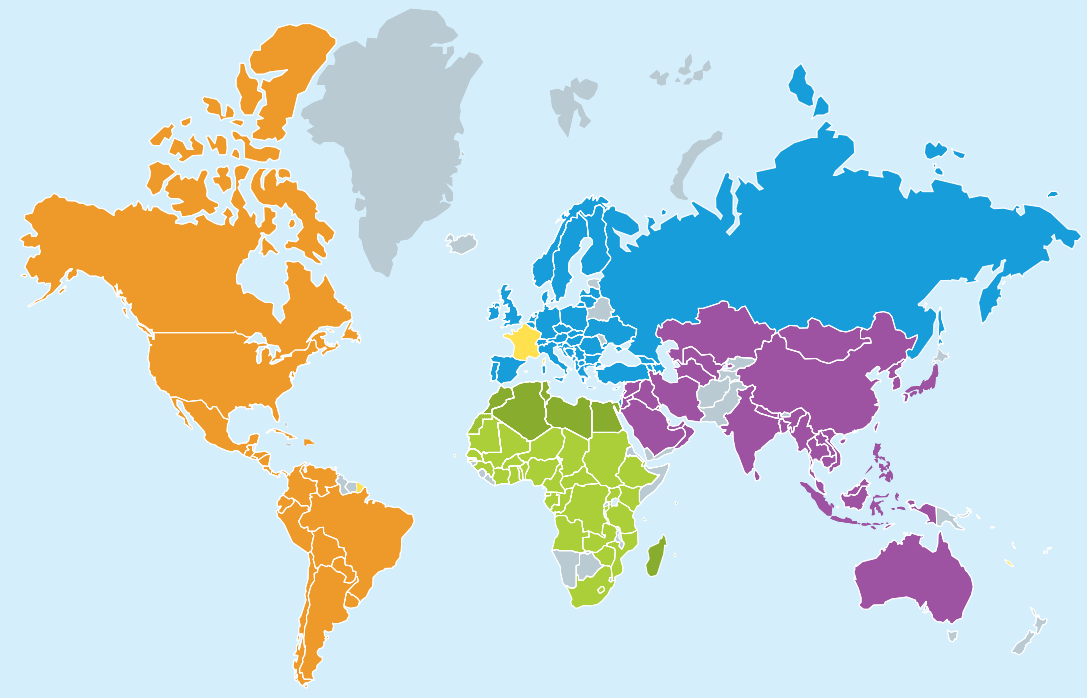
Los cinco sectores geográficos de la red AEFE.
- África;
- América;
- Asia y Oriente Medio;
- Europa;
- Magreb y océano Índico.

Hay tres categorías de establecimientos autorizados dentro de la red: los establecimientos gestionados directamente por la AEFE (EGD), los que tengan suscrito convenio con ella y los demás que son asociados.
- Los establecimientos en gestión directa (EGD) están constituidos en servicios descentralizados de la AEFE que les otorga subvenciones y remunera al personal.
- Las instituciones con convenio son administradas por asociaciones o fundaciones de derecho privado francés o extranjero (la mayoría de las veces asociaciones de padres de estudiantes) que deciden celebrar un acuerdo con la Agencia, en particular sobre las condiciones de asignación y remuneración de los docentes o el personal directivo del Ministerio de la Educación Nacional, sobre la asignación de subsidios y sobre el pago de becas escolares.
- Los establecimientos asociados, también gestionados por asociaciones de derecho privado, francesas o extranjeras, han firmado un acuerdo de asociación con la AEFE relativo a la formación continua del personal, las misiones de inspección y el acceso a los recursos. A cambio de estos servicios, el establecimiento se compromete a pagar anualmente a la AEFE 2 % de sus tasas de matrícula anuales recaudadas en los niveles aprobados.[24]

Con respecto a la legislación local, todos estos establecimientos son instituciones educativas privadas. Con respecto a la legislación francesa, los EGD y los establecimientos contratados son similares a instituciones educativas privadas bajo contrato. Sin embargo, como única excepción, en Costa Rica el Liceo Franco-Costarricense es una institución pública de Francia y una institución pública de Costa Rica.
En 2017, hubo 74 EGD, 153 establecimientos con convenio de la AEFE y 265 établissements asociados. Entre los establecimientos con convenio y asociados se encuentran los de la red mlfmonde desde el Misión secular francesa de los cuales 93 están homologados y la red Odyssey, 3 de las cuales están aprobadas.

#### Tasas de matrícula
Las tasas de matrícula(tasas de primera inscripción y mensualidades) que las familias deben pagar para inscribir a sus hijos son una de las características de las instituciones francesas en el extranjero. Este es un tema delicado porque una cantidad demasiado alta sin compensación por becas escolares (para estudiantes franceses) puede dificultar el acceso a ellas.
Con un promedio general de 5000 €, las tasas de matrícula suelen ser indiferenciadas, pero sucede que son más baratas (en los países en desarrollo) o más caras (en los países avanzados) para los niños de familias francesas, dependiendo del nivel de vida del país sede de la institución. Es en América del Norte y Japón donde son más altos (con un promedio que supera el 10 000 €) y en África que son los más bajos (a veces menos de 100 € por año).

#### Becas escolares

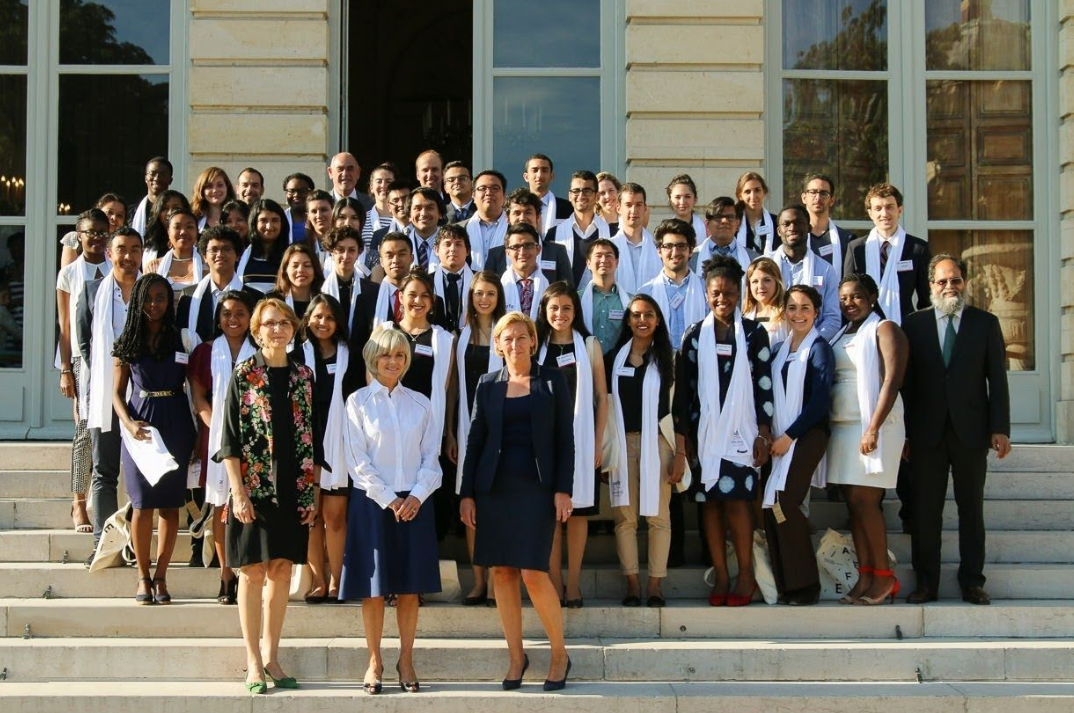
Ceremonia de graduación de los becarios de Excelencia en laAsamblea Nacional (2015).

La AEFE ofrece dos tipos de becas a estudiantes de la red: becas sociales para estudiantes franceses y becas de mérito para estudiantes extranjeros.
Francia es uno de los pocos países que acompaña la expatriación de sus nacionales mediante un sistema de becas basado en criterios sociales. Teniendo en cuenta los costos de la escolarización, la AEFE ha establecido un sistema de asistencia para la matrícula con el fin de apoyar a las familias allí y traer diversidad dentro de las instituciones. Sujeto al estatus socioeconómico, las becas escolares se otorgan a estudiantes franceses que residen con sus familias en el extranjero. Con un importe total anual de aproximadamente 100 millones de euros, permitió a 25 000 alumnos de beneficiarse en 2017.
Conjuntamente, cada año, alrededor de 200 bachilleres extranjeros seleccionados según criterios de excelencia se benefician de una beca llamada "Excelencia-Mayor» de 5 años para realizar estudios de alto nivel en Francia (generalmente hasta el nivel de Maestría). Este dispositivo, dirigido por la AEFE y cofinanciado por el Ministerio de Europa y Asuntos Exteriores, forma parte del marco de diplomacia cultural y contribuye al esparcimiento de la educación superior francesa. Siendo beneficiarios y promotores de la francofonía, estos estudiantes extranjeros participan en la apertura y el diálogo de culturas al tener un idioma, capacitación y referencias comunes debido a su escolarización en un liceo francés de la red AEFE. En 2017, hubo un total de 820 estudiantes de 80 países que se beneficiaron de dicha beca con un presupuesto global de 7 millones de euros. 39,5 % de los graduados eligieron las clases preparatorias para las grandes escuelas (CPGE), 20 % una Universidad, 15 % el Instituto de Estudios Políticos de París, 11,5 % el 1% un año de estudios en salud, 10 % una Universidad de ingeniería, 1,5 % una escuela de arte y 2,5 % otro.

#### Ubicación geográfica
Por razones históricas y geopolíticas, muchos establecimientos se encuentran en el cuenca mediterránea. Por esta razón los países que albergan más establecimientos son Líbano y Marruecos con 41 y 36 establecimientos respectivamente en la red. Cinco países tienen más de 10 000 alumnos en orden descendente: Líbano, Marruecos, España, Costa de Marfil y Estados Unidos. Y doce otros países tienen 272 establecimientos, es decir, 55 % del total. En términos de capacidad, los tres establecimientos más grandes de la red son el Liceo Francés de Madrid (España) con 3617 alumnos (de entre los cuales 2054 franceses), el Liceo Lyautey de Casablanca (Marruecos) con 3576 alumnos (de entre los cuales 1902 franceses) y el Colegio Saint-Joseph de Antoura (Líbano) con 3514 alumnos (de entre los cuales 162 alumnos). Entre los más pequeños, podemos mencionar la Escuela Internacional Francesa de Katmandú con 58 alumnos (de entre los cuales 19 franceses).
Debido a su extensión, la red se divide y agrupa los centros educativos en cinco sectores geográficos que están relativamente equilibrados en términos de número de centros educativos y estudiantes: África, América, Asia y Medio Oriente, Europa, Magreb y océano Índico.

### Las enseñanzas

#### Una educación plurilingüe
Las particularidades geográfica y la composición internacional del personal invitan naturalmente a las instituciones francesas en el extranjero a centrarse en el aprendizaje de idiomas.
La política lingüística de la AEFE se basa en el bilingüismo, el francés y el idioma del país de acogida, desde el ingreso al jardín de infancia al que a menudo se agrega un tercer idioma durante el ciclo de primaria, generalmente inglés. En el colegio, los estudiantes eligen un cuarto idioma. Este aprendizaje no se limita a los cursos de idiomas, ya que los idiomas también se utilizan como material didáctico para otras disciplinas. Para los estudiantes con poca o ninguna habilidad para hablar francés cuando ingresan a un centro educativo, los dispositivos de francés como segunda lengua (FLS) y lengua francesa de enseñanza (FLSco) son desplegados. Los centros educativos también ofrecen a los estudiantes la oportunidad de tomar numerosas certificaciones de idiomas durante su escolarización, comenzando con las certificaciones de idioma francés (DELF / DALF), pero también en inglés (Cambridge English), español (DELE), Italiano (PESTAÑAS), árabe (CIMA), etc. de acuerdo con el marco común europeo de referencia para las lenguas (MCER).

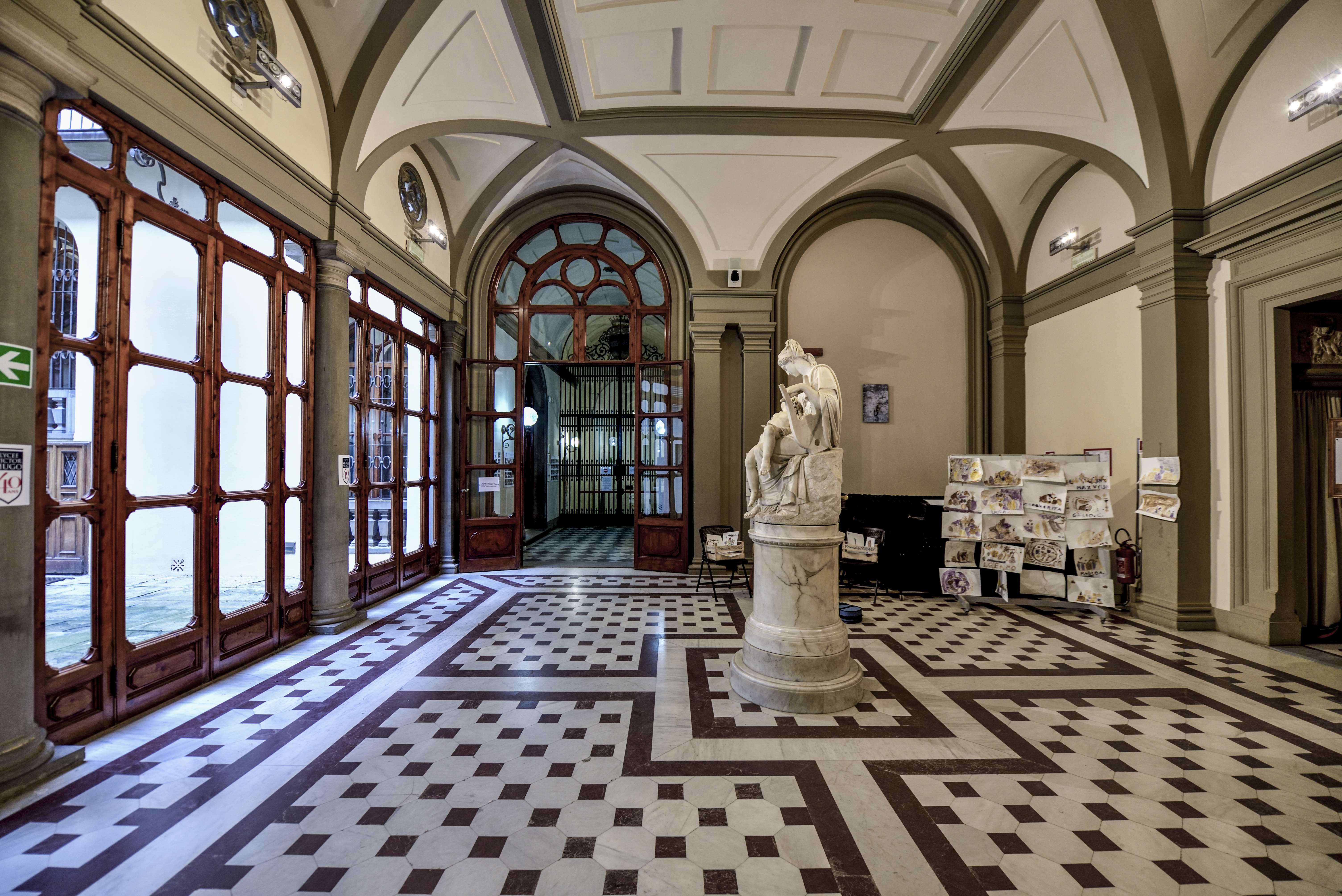
El vestíbulo del Liceo Victor Hugo de Florencia.

En los establecimientos ubicados en Alemania, España e Italia, existen secciones binacionales cuyos respectivos programas Abibac, Bachibac y Esabac resultan en la emisión de la licenciatura y el diploma equivalente en el país socio, lo que le permite continuar sus estudios superiores de elección en ambos países. En el Liceo Victor Hugo de Florencia, por ejemplo, el francés y el italiano se enseñan desde el jardín de infancia, el inglés en la escuela primaria, el Español, el alemán o el chino en la escuela secundaria. Las certificaciones se ofrecen en italiano (PESTAÑAS), Inglés (Cambridge English) y español (DELE) y los estudiantes pueden tomar el doble diploma de Esabac.
La red cuenta con un total de 125 secciones internacionales, con opción de bachillerato internacional (OIB). Están ubicados en 81 establecimientos para los siguientes idiomas: alemán, inglés (secciones británica/americana), Árabe, Chino, japonés, portugués (secciones portuguesa / brasileña), Ruso y Sueco. Se imparten más de 70 idiomas, 59 de los cuales se pueden presentar en el bachillerato.

#### Proyectos educativos
El desarrollo de las nuevas tecnologías ha permitido a la AEFE mejorar la comunicación y la colaboración dentro de su red global y proponer proyectos educativos originales e innovadores. En 2016, todos los 136 000 exámenes de los estudiantes de la red que hicieron su examen de bachillerato fueron digitalizados y corregidos de forma remota por unos 3000 profesores, sin costosos viajes en equipo como en el pasado. La plataforma Agora (Alliance Générations Orientation Réseau) ofrece a los jóvenes exalumnos compartir y asesorar a los estudiantes de secundaria actuales de la red, en particular sobre temas relacionados con la orientación. Ágora también coordina el seguimiento del programa de intercambio ADN-AEFE, iniciado en 2017, que ofrece a los estudiantes de décimo grado la oportunidad de sumergirse en un nuevo entorno cultural y lingüístico al pasar unas semanas en otro establecimiento de la red.

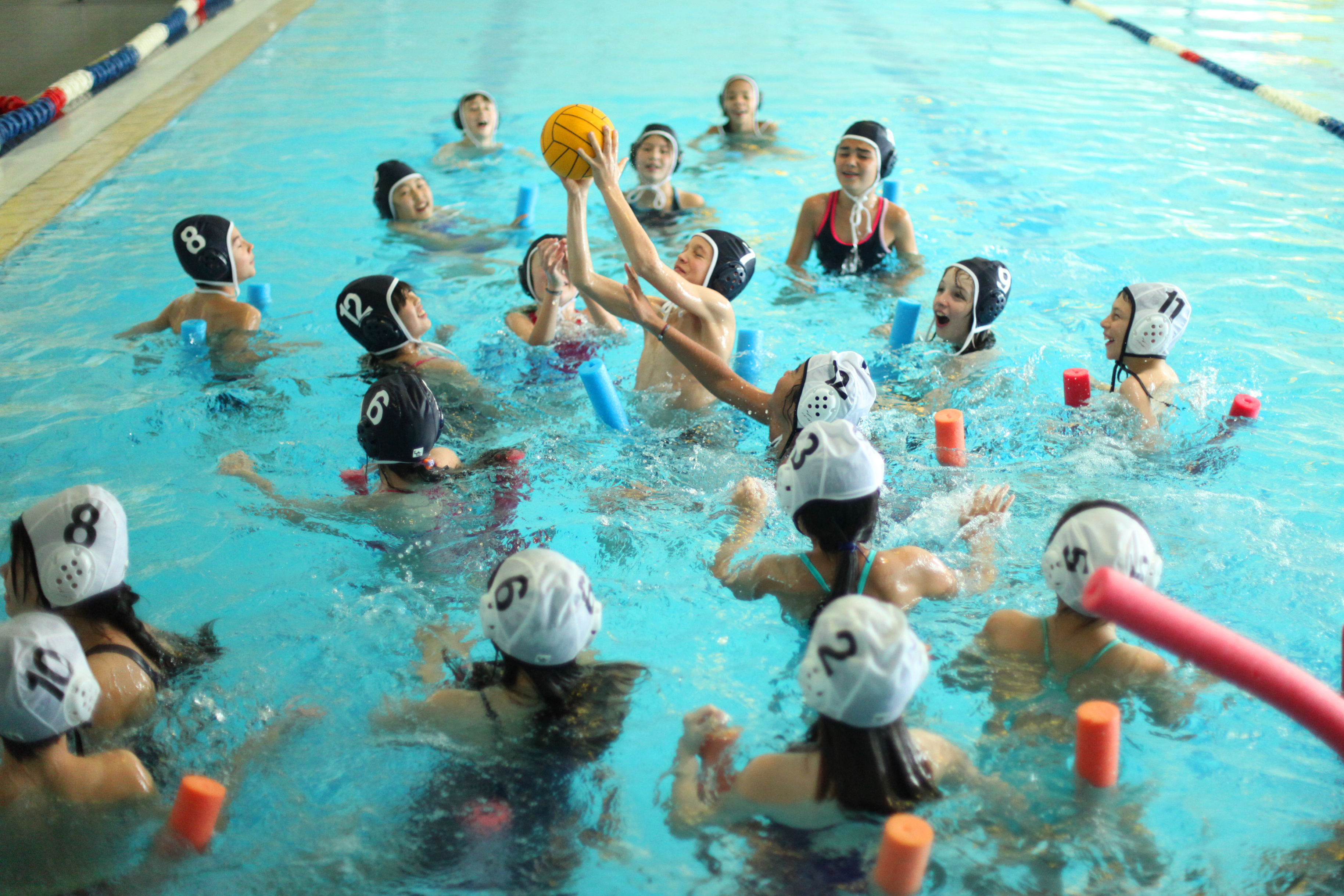
Estudiantes del Liceo Francés de Shanghái.

Fundada en 2015 durante el 25 aniversario de la AEFE, por iniciativa de Adriana Tanus, profesora de la Liceo Francés de Madrid, la " Orquesta de los liceos franceses del mundo " es una orquesta internacional e interescolar, compuesta por estudiantes de quinto grado, hasta duodécimo (terminale). El proyecto cuenta con el apoyo de músicos de la Orquesta Filarmónica de Radio Francia que acompañan a los jóvenes concertistas en su aprendizaje de las obras, interpretadas en diferentes ciudades del mundo pero también en París, durante la Semana de la lengua francesa y la francofonía. También podemos mencionar las justas oratorias del proyecto piloto plurilingüe del "Embajadores en Semilla». Permite a los estudiantes de diferentes liceos franceses en el extranjero, desde primaria hasta secundaria, reunirse y discutir temas internacionales actuales, en francés y en el idioma del país sede, con resúmenes de interpretación en inglés.
En 2017, la AEFE inició la "Semana de los liceos franceses del mundo» para promover el modelo educativo francés en el extranjero. La Agencia es, además, socia de la MyFrenchFilmFestival de"UniFrance permitir a los estudiantes ver películas francesas recientes en línea, poco o nada distribuidas localmente.
Los estudiantes de las escuelas de la red se distinguen por resultados en bachillerato por encima de las medias nacionales y homogéneas de los cinco continentes. En 2016, 96,8 % los candidatos han obtenido el diploma, que incluye 72,7 % con honores, mientras que la tasa de éxito nacional fue 88,5 % con 48,2 % mencionar. La mitad de los candidatos presentados por la red tienen la nacionalidad del país anfitrión, 40 % son franceses y 10 % tener otra nacionalidad. 52 % los licenciados de la red vienen a cursar sus estudios superiores en Francia.
Los liceos de la AEFE también obtienen excelentes resultados en las competiciones científicas de la Olimpiadas nacionales así como en el competencia general. En 2017, 8,3 % los candidatos del concurso general vinieron de la red a 17,9 % del total de premios obtenidos.

### Los alumnos

#### Composición y evolución de la cantidad de estudiantes

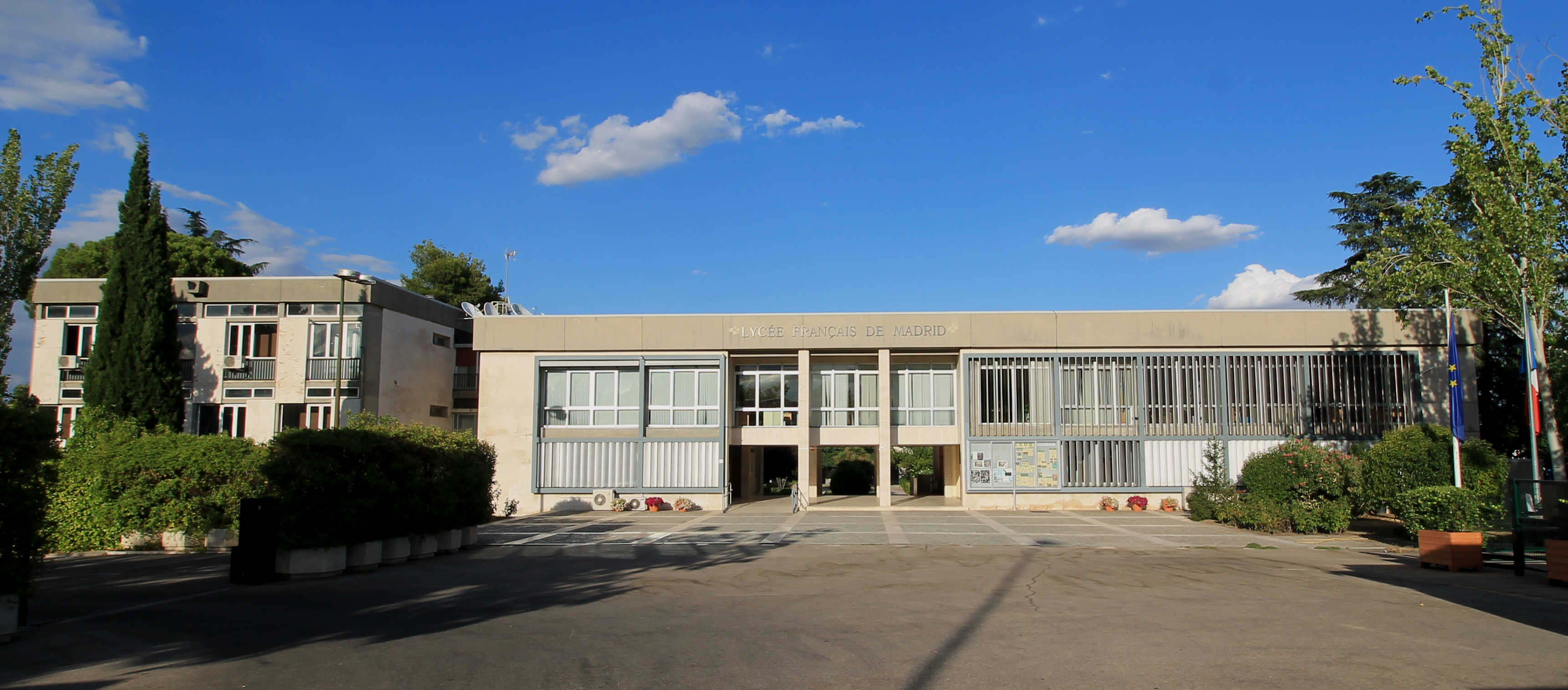
El Lycée Français de Madrid (aquí el campus Conde de Orgaz) es la institución más grande de la red con aproximadamente 3600 élèves en 2017.

En 2017, la red contaba con un total de 350 000 élèves, incluidos 36 % de estudiantes franceses o con doble nacionalidad y 64 % de estudiantes extranjeros (del país de acogida o de terceros países). 18 % de estos estudiantes están en jardín de niños, 39 % en primaria, 26 % en colegio, 16 % en secundaria y 1 % en post-bachillerato. Una docena de países reúnen 53 % de la población estudiantil mundial: Líbano, Marruecos, España, Estados Unidos, Madagascar, Túnez, Emiratos Árabes Unidos, Canadá, Alemania, Reino Unido. Es en Asia donde la proporción de alumnos franceses es la más alta, Singapur 91,2 % y China 85,5 % a la cabeza, en el Líbano es el más débil con sus 4482 français entre 59 249 élèves, es decir, 7,6 %. Son las EGD las que educan a la mayoría de los jóvenes franceses (60 %) y los establecimientos asociados que acogen al mayor número de jóvenes no franceses (79 %).
El número total de estudiantes en la red se ha duplicado en 20 años, a una tasa promedio de 3 % por año desde 2009, la distribución de estudiantes franceses y extranjeros se mantiene estable, respectivamente 40 % y 60 %, con fuertes variaciones de un país, e incluso de un establecimiento a otro. Es en el primer nivel (jardín de niños y primaria) donde el desarrollo es más dinámico. De 2009 a 2016, la cantidad de estudiantes aumentó en 23 % (es decir, 4 % en promedio por año). El segundo nivel está más atrás con 15 % de aumento (es decir, 2 % en promedio por año). En este mismo período, el aumento global de la plantilla fue de 20 % con disparidades según el estatus de los establecimientos: 10 % para EGD y 36 % para socios.
|                       | 1994-1995 | 2001-2002 | 2010-2011 | 2015-2016 | 2017-2018 |
| --------------------- | --------- | --------- | --------- | --------- | --------- |
| Número de estudiantes | 152 000   | 159 000   | 296 000   | 336 000   | 350 000   |

#### Alumni

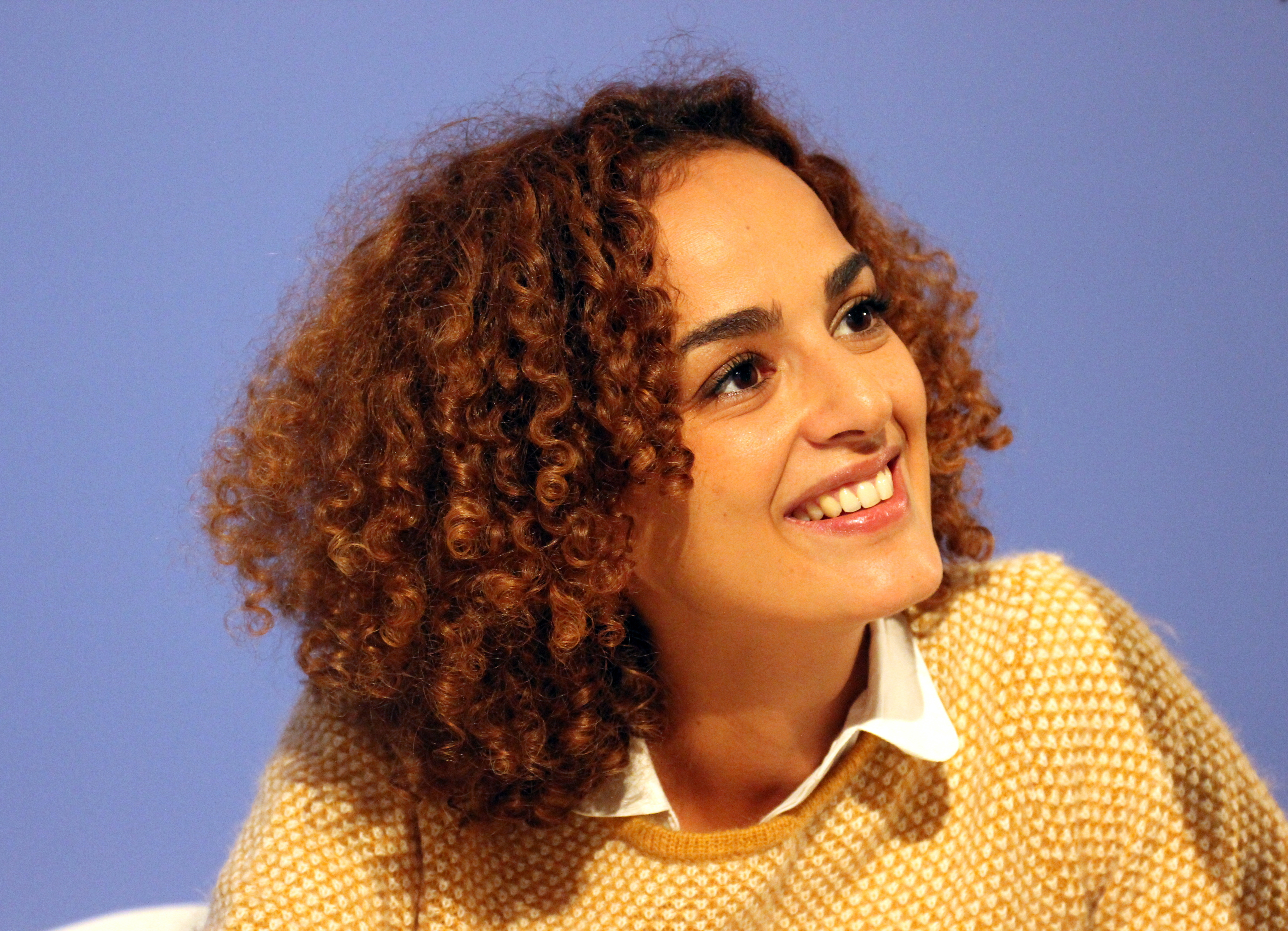
Leila Slimani, exalumna del Liceo Descartes en Rabat.

Se estima en 600 000 el número de exalumnos de la red.
En 2010, se creó la asociación de Antiguos Alumnos de escuelas secundarias francesas del mundo (ALFM, por sus siglas en francés). Su vocación es mantener los lazos de amistad y solidaridad entre todos aquellos que se han beneficiado de esta educación. Esta asociación federa 80 asociaciones de antiguos alumnos locales, vinculadas a un país o institución en particular. Su actual presidenta es René Randrianja, quien completó sus estudios en el Liceo francés de Tamatave en Madagascar. Desde el origen de su creación, la AEFE apoya a la asociación mediante el pago de una subvención anual, la prestación de asistencia logística durante la organización de eventos y la administración de una plataforma digital, lanzada en 2017, que permite a los antiguos alumnos establecer contactos.
Ya sean franceses, binacionales o extranjeros, muchos exalumnos se han distinguido en sus respectivos campos. En literatura, podemos citar a Amélie Nothomb, Marjane Satrapi y seis premios Goncourt : Edmonde Charles-Roux (1966), Tahar Ben Jelloun (1987), Amin Maalouf (1993), Jonathan Littell (2006), Atiq Rahimi (2008) y Leïla Slimani (2016). La lista también incluye al cineasta Ingmar Bergman, la actriz Jodie Foster, el director de orquesta Claudio Abbado el músico Mika, el arquitecto Ricardo Bofill, el empresario Carlos Ghosn, dos primeros ministros, Dominique de Villepin y Édouard Philippe, y un Premio Nobel de Física, Serge Haroche, en 2012.
En un determinado establecimiento de más de un siglo de antigüedad, sobre todo en las grandes capitales europeas (Berlín, Madrid, Roma, Bruselas, Londres) pero también en el Líbano o Marruecos, no es raro ver a las familias de la intelectualidad local colocar allí tradicionalmente sus niños de generación en generación. Por otro lado, sucede que los estudiantes asisten a varios establecimientos franceses en el extranjero durante su escolaridad cuando sus padres tienen que viajar a menudo (carrera militar, diplomacia, etc). Así pasó la actriz francesa Hélène Fillières por el Liceo Francés de Nueva York, el Liceo Francobrasileño de Río de Janeiro y el Liceo Chateaubriand de Roma, el escritor francovenezolano Miguel Bonnefoy por el Liceo Francés de Caracas y el Liceo Francés Charles- Lepierre en Lisboa, y el economista italiano Lorenzo Bini Smaghi por el Liceo Gustave-Flaubert en La Marsa, el Liceo Chateaubriand en Roma y el Liceo francés en Bruselas.
Los liceos franceses en el extranjero también son regularmente objeto de artículos en la prensa, en particular personas, porque las celebridades las eligen para sus hijos. Así fue, por ejemplo, de los hijos de Laeticia y Johnny Hallyday en el Liceo francés de Los Ángeles, de los de Brad Pitt y Angelina Jolie en el Liceo francés Gustave-Eiffel de Budapest o de la hija de Madonna y el hijo de Donald Trump, educado durante un tiempo en el Liceo francés de New York.

### El personal de la red

#### Contratos

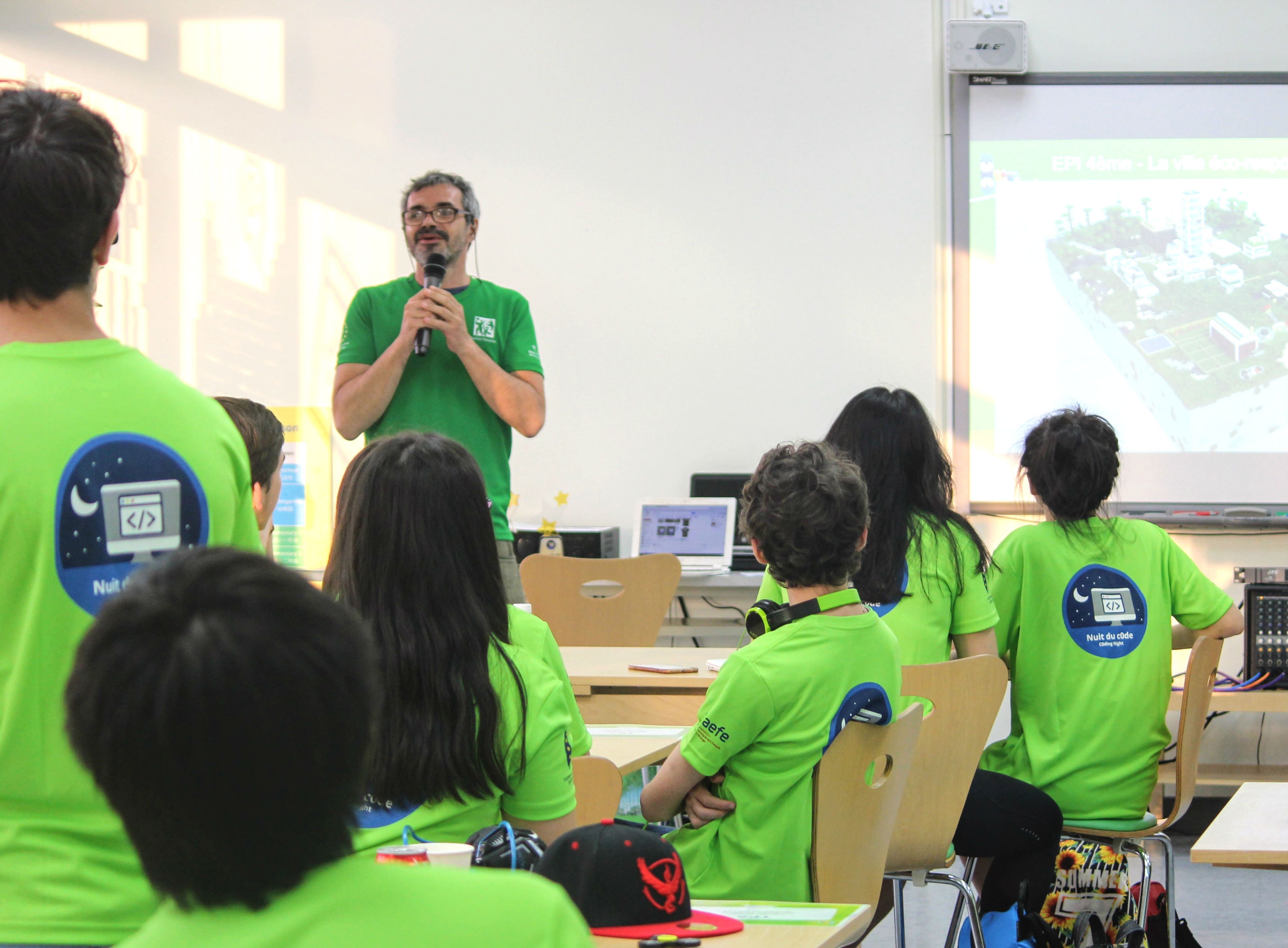
El profesor de matemáticas Alexis Kauffmann, enviado al Liceo Francés de Taipei en 2017.

Existen varias categorías contractuales entre el personal que trabaja en las escuelas de la red. Hay personal titular del Ministerio de Educación Nacional adscrito a la AEFE, en varias categorías: expatriado, residente y personal de contratación local. Son, ante todo, profesores, pero también personal directivo.
Estos contratos se diferencian en la selección de candidatos (contratación de expatriados en la sede de AEFE, contratación de residentes y personal en contratos locales directamente por el establecimiento correspondiente), el cargo administrativo (adscripción de expatriados y residentes, disponibilidad de contrataciones locales titulares), el empleador (AEFE o establecimiento), la naturaleza de los encargos (supervisión, inspección, coordinación, actividades educativas para expatriados, docencia a tiempo completo para residentes), su duración (limitada en el tiempo para expatriados, renovable para residentes) y los salarios y asignaciones (generalmente un expatriado está mejor pagado que un residente que está mejor pagado que un contrato local).
Para el año escolar 2016-2017, la red contaba con 14 264 reclutados locales y 6604 personales titulares, incluidos 1128 expatriados (520 profesores y 608 personales administrativos) y 5476 residentes (5160 profesores y 316 personales administrativos). Entre el personal titular, las mujeres son mayoría con 54 %. Alrededor de la mitad son maestros de escuela primaria y un tercio son maestros de secundaria. La edad promedio en la red es 46 años. Los expatriados representan 17 % de la plantilla y tienen entre 40 y 60 ans para 85 % de ellos. La antigüedad media en el establecimiento de la adscripción es 6,3 ans. Más de la mitad del personal ha estado en el cargo por menos de 4 ans. Alrededor del 14 % de puestos se renuevan cada año.
Se observa una tendencia global inversa en las dos categorías de personal en establecimientos de gestión directa y contratación. Así, entre 2009 y 2013, mientras la población escolar aumentó en 13 814 alumnos, el personal fijo adscrito por la AEFE pierde 80 plazas (de 6834 a 6754 unidades) y el de contratación local gana 310 plazas (de 3850 a 4160 unidades).

#### Formación y seguimiento

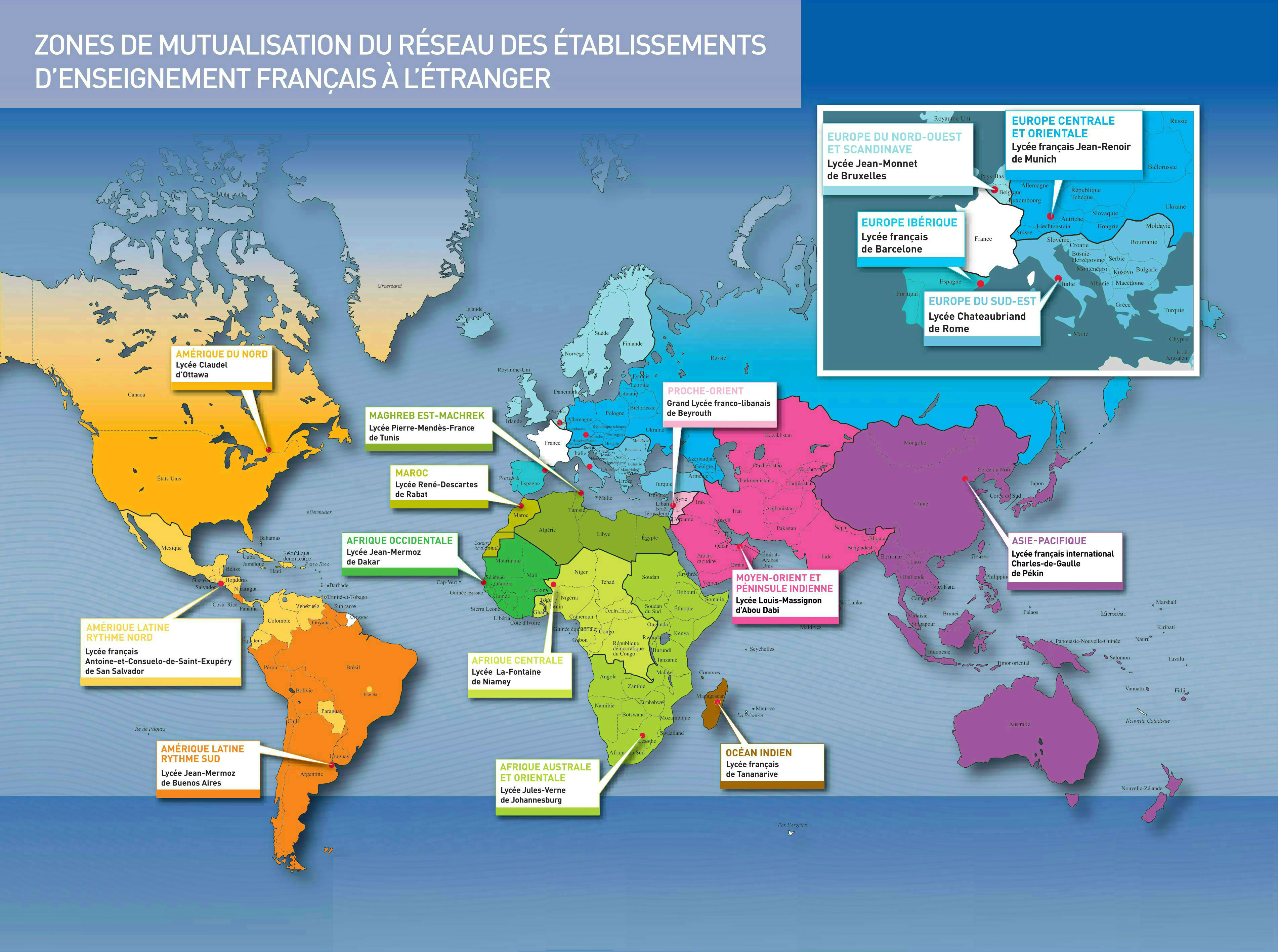
Las 16 áreas de concentración de la red de AEFE.

La formación continua del personal es una de las misiones prioritarias de la AEFE. Está destinado a todos los establecimientos homologados, ya sean de gestión directa, contratados o socios, ya todo el personal, independientemente de su contrato. Esta permite, entre otras cosas, armonizar prácticas, compartir innovaciones educativas, implementar reformas y respetar las recomendaciones del Ministerio de Educación Nacional. Se hace un esfuerzo por el personal no fijo al que se le ofrece la formación adecuada para que imparta una educación que cumpla con los requisitos del sistema educativo francés. Desde 2015 también se ofrecen cursos híbridos o a distancia.
La red de establecimientos está organizada en 16 áreas geográficas dirigidas por un establecimiento y asociadas a una academia colaboradora. Estas agrupaciones facilitan la movilidad del personal, a menudo lejos unos de otros, durante las prácticas presenciales. En cada zona se elabora un plan de formación por parte de los actores sobre el terreno según sus necesidades específicas y valorado por el departamento educativo de la Agencia. Es, por ejemplo, el Liceo Francés Louis-Pasteur de Bogotá el que coordina la zona de América del Sur de la que es socia la Academia de Bordeaux. En 2016-2017 se organizaron 1004 capacitaciones para un total de 2315 días de formación, es decir, se realizaron 33 485 días de capacitación, de los cuales 40 % se realizó en África, con una distribución de 12 % de expatriados, 20 % de residentes y 68 % de contratos locales.
La Agencia también gestiona y coordina el seguimiento del profesorado, realizado por los inspectores de Educación Nacional ( IEN e IA-IPR ). Además de sus misiones de inspección, estos últimos lideran la formación y reúnen equipos educativos, en particular con los de expatriados que luego tienen la tarea de apoyar y asesorar a los residentes y los contratos locales.

### Dispositivos complementarios

#### Centro Nacional de Educación a Distancia
El Centro Nacional de Educación a Distancia (CNED) es una institución pública dependiente del Ministerio de Educación Nacional cuya misión es brindar educación a distancia. En 2017, 14 600 alumnos residentes en el extranjero se beneficiaron de la enseñanza del CNED.
El CNED y la AEFE coordinan sus acciones para un objetivo común: la continuidad pedagógica y el éxito de los estudiantes formados en establecimientos franceses acreditados en el extranjero. Cuando el establecimiento no tiene un nivel que va, por ejemplo, más allá de la escuela primaria o la universidad, el CNED puede tomar el relevo (a veces a través de un sistema de supervisión tutorizado por profesores del establecimiento). Los alumnos también pueden seguir, a través del CNED, cursos de idiomas, opciones o cursos de especialización que no se ofrecen en el establecimiento de la red que los acoge. Desde 2013, el CNED se ha comprometido a garantizar la continuidad educativa gratuita a los alumnos de la red AEFE cuya escolarización se ve interrumpida durante el año por una crisis importante.

#### Sello LabelFrancEducación

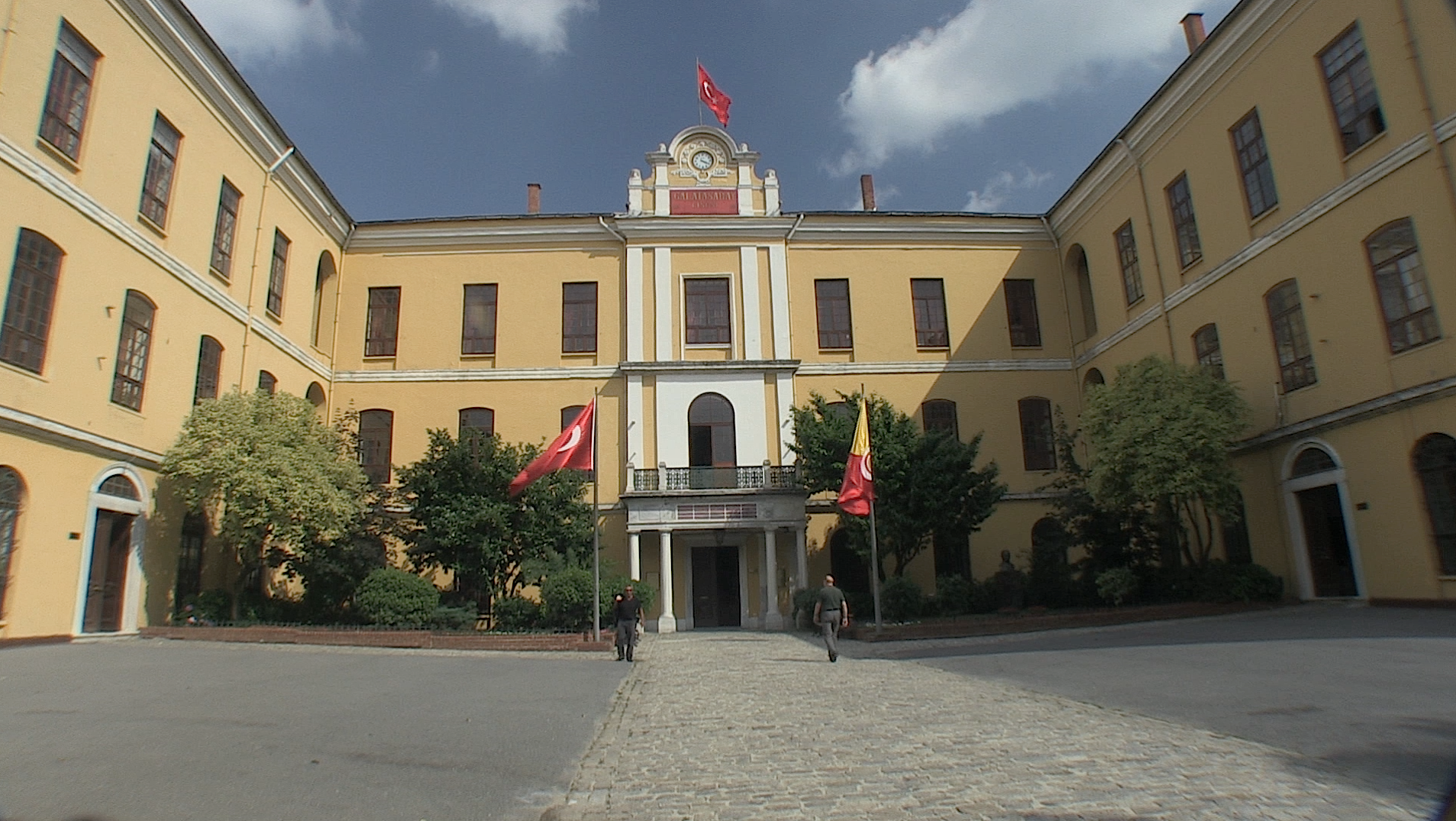
El Instituto Galatasaray de Estambul, bilingüe francófono desde 1867, LabelFrancEducation en 2012.

Creado en 2012, el sello LabelFrancEducation es otorgado por el Ministerio para Europa y de Asuntos Exteriores a los centros educativos que tienen cursos de educación bilingüe francófona que ofrecen una enseñanza reforzada de la lengua francesa y la enseñanza del francés en al menos un idioma no-lingüística. El objetivo es interconectar estos sectores, para hacerlos más visibles y atractivos, asegurando al mismo tiempo la calidad educativa ofrecida. En 2014 se relajaron los criterios para la concesión del sello, contribuyendo al marcado incremento de los últimos años.
La AEFE es responsable de la gestión operativa de los centros educativos con el sello y proporciona sus propios recursos o los de sus socios (Instituto Francés, CIEP, TV5Monde ). En 2017, 209 establecimientos de 44 países, se beneficiaron del sello, es decir, 95 700 estudiantes.
|                         | 2012 | 2013 | 2014 | 2015 | 2016 | 2017 |
| ----------------------- | ---- | ---- | ---- | ---- | ---- | ---- |
| Nuevos establecimientos | 25   | 7    | 24   | 35   | 66   | 52   |
| número acumulativo      | 25   | 32   | 56   | 91   | 157  | 209  |

Las asociaciones FLAM (Francés, lengua materna) ofrecen a los niños franceses y binacionales, educados en el extranjero en un idioma extranjero, actividades extracurriculares destinadas a preservar y promover la práctica del francés y el contacto con el idioma francés,. La AEFE ayuda a estas asociaciones promoviendo sinergias, formando a las partes interesadas y apoyándolas económicamente durante sus primeros años de existencia. En 2017, 48 asociaciones FLAM fueron subvencionadas en 18 países,.

## Actores y socios

### Padres, madres y encargados de familia

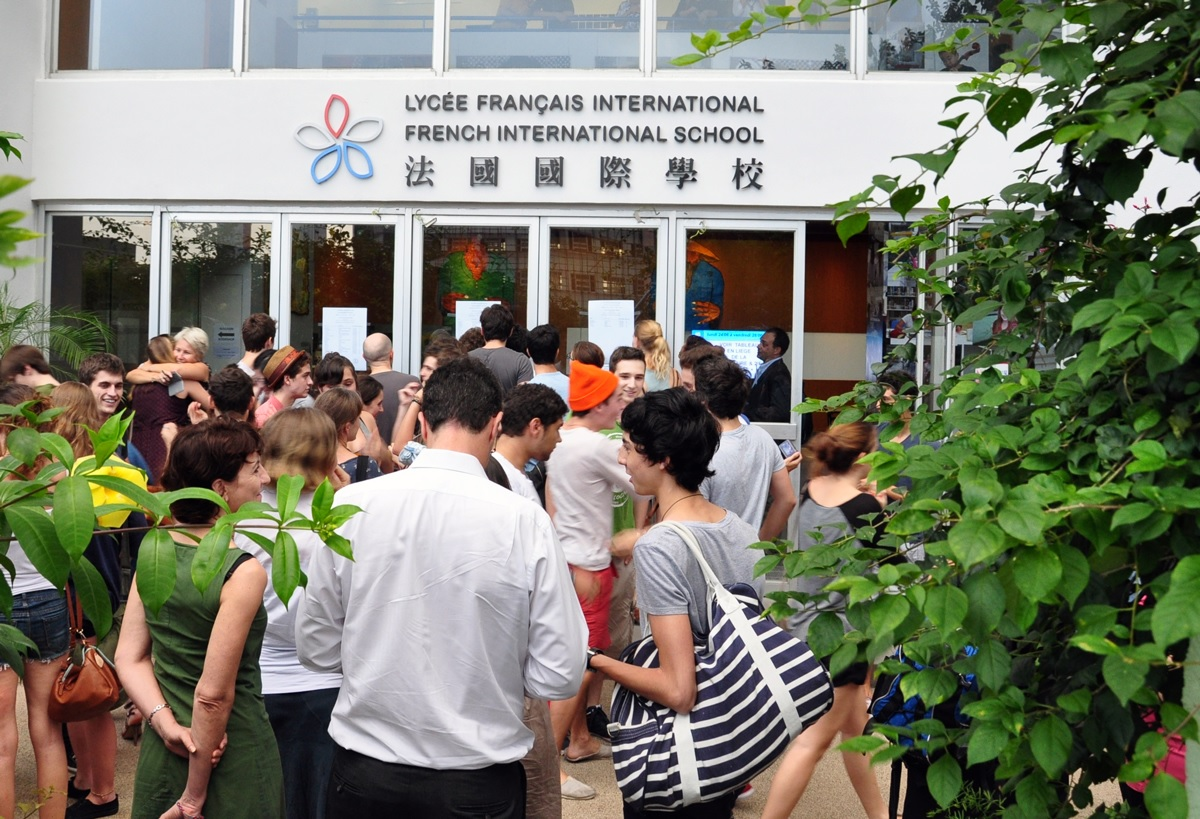
Alumnos y padres de familia durante los resultados del bachillerato en el Liceo Francés de Hong Kong (2014).

Los padres, madres y encargados de los alumnos tienen un papel importante dentro de la red de AEFE. Suelen estar muy implicados y los gastos de matrícula en que incurren las familias para matricular a sus hijos contribuyen en gran parte a la financiación de los establecimientos. Además, muchos centros educativos, con convenio o asociados, se encuentran bajo la dirección de los padres. Es decir, son administrados directamente por una asociación de padres, madres y encargados de familia.
A nivel local, eligen a sus representantes ante el consejo de establecimiento y el consejo de escuela. En los establecimientos bajo convenio de gestión de padres, el comité de dirección elegido por los padres de los alumnos es el socio de AEFE para la gestión ordinaria de los establecimientos. Dentro de la AEFE, dos federaciones de padres de familia cuentan con representación en la junta directiva: FAPÉE y FCPE. También forman parte de la Comisión Nacional de Becas.

### Representantes electos
La Agencia intercambia y se comunica en permanencia con los diversos representantes de los franceses residentes fuera de Francia, que en 2017 sumaban un total de casi 2,5 millones de franceses.
Así, cuatro parlamentarios, dos diputados y dos senadores elegidos entre los 11 diputados y 12 senadores de los franceses residentes fuera de Francia, forman parte de la Junta Directiva y de la Comisión Nacional de Becas de la AEFE. Los 90 asesores de la Asamblea de los Franceses en el Extranjero (AFE) participan en los trabajos de las comisiones de la AEFE y también tienen un titular en la junta directiva y dos titulares en la Comisión Nacional de Becas. En cuanto a los funcionarios electos locales del extranjero, los 442 asesores consulares forman parte de los consejos de becas consulares y de los consejos de establecimiento.
Desde 2010, la Agencia cuenta con un responsable de relaciones con los representantes electos cuya misión es proporcionarles información sobre todos los temas relacionados con la Agencia y su red.

## Galería

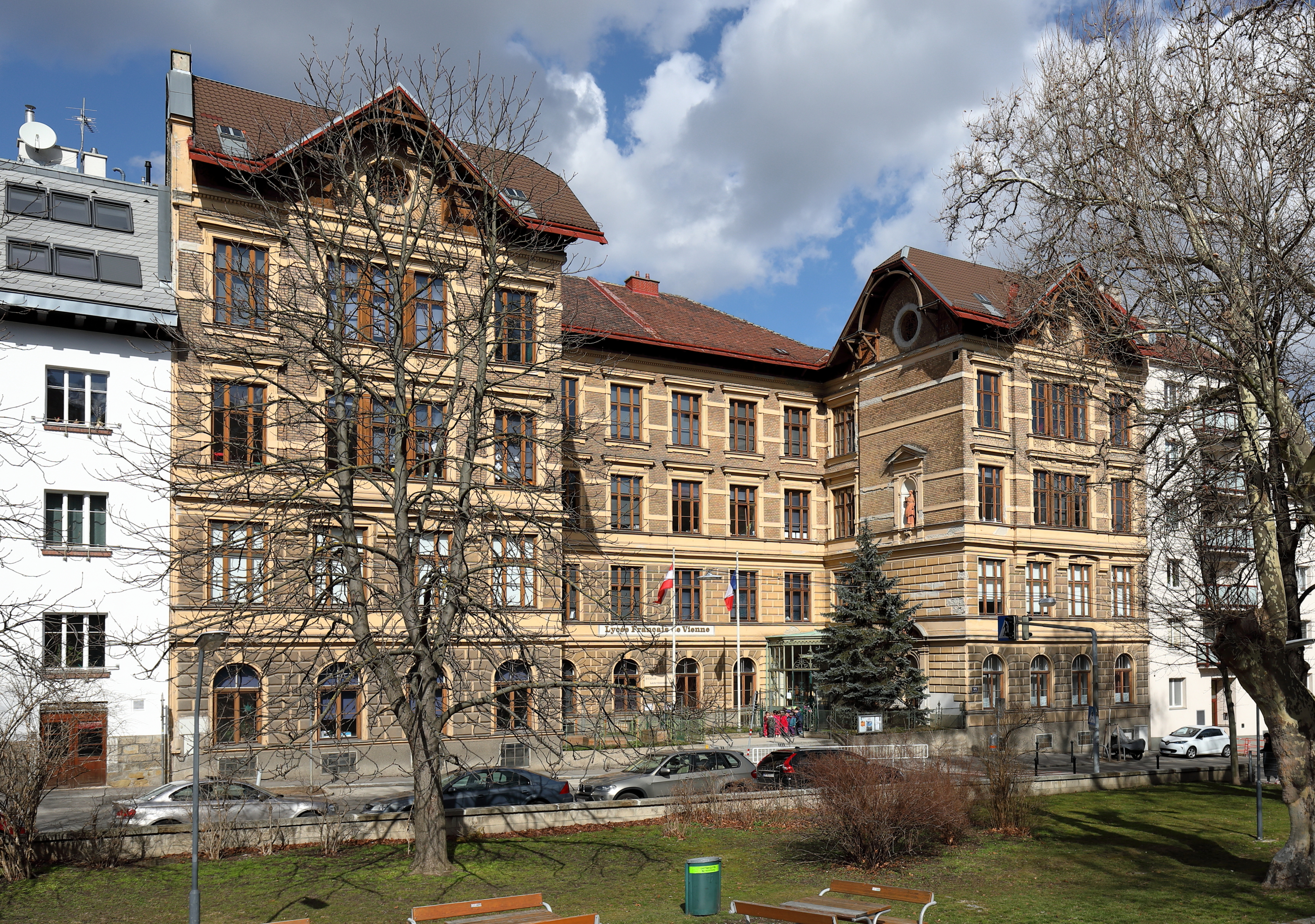
Liceo francés de Viena, Austria.
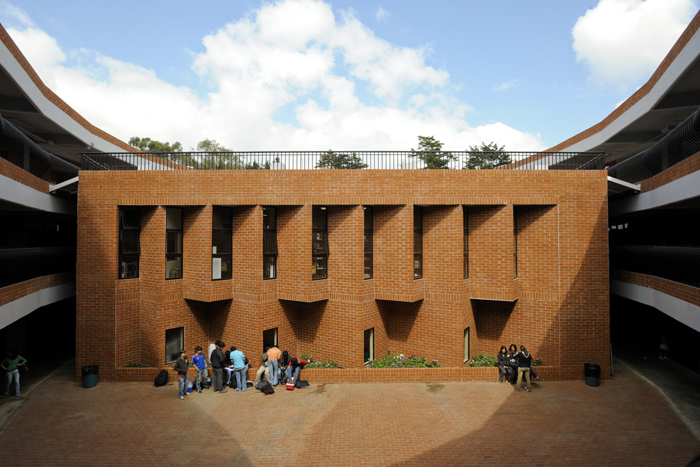
Liceo Francés Jules-Verne en Fraijanes, Guatemala.
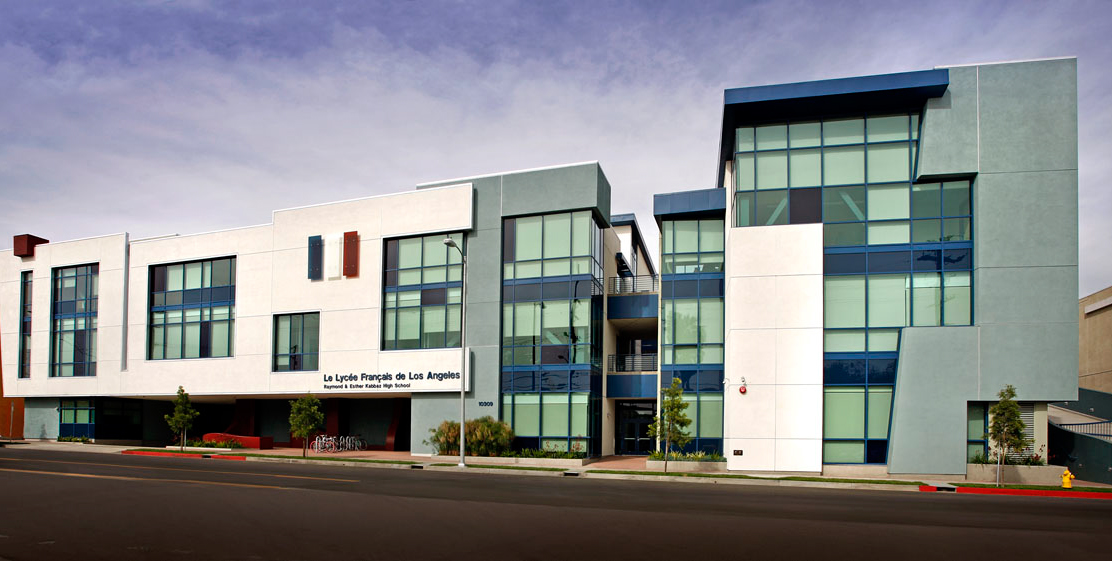
Liceo Francés de Los Ángeles, Estados Unidos.
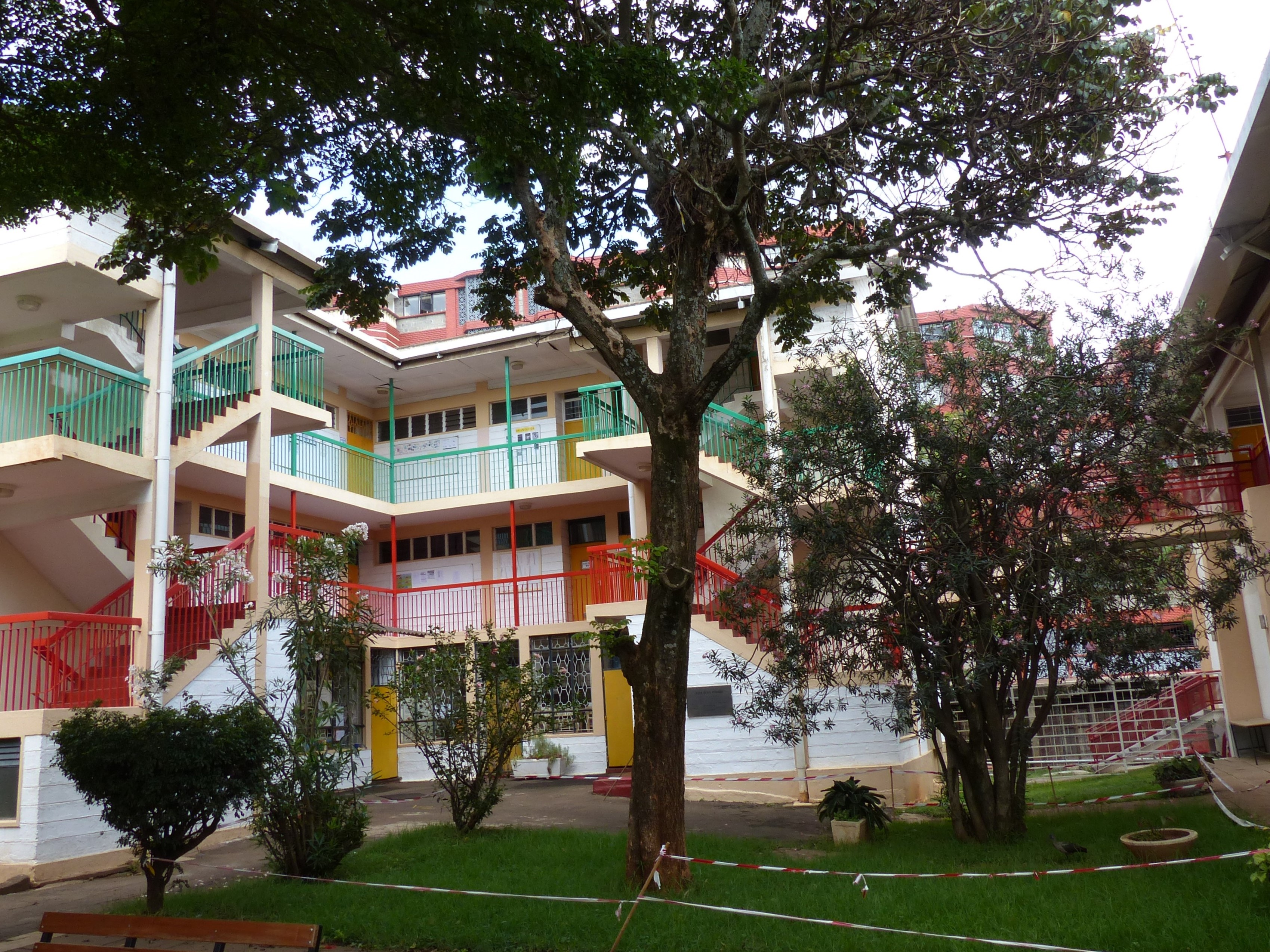
Liceo francés Denis-Diderot en Nairobi, Kenia.
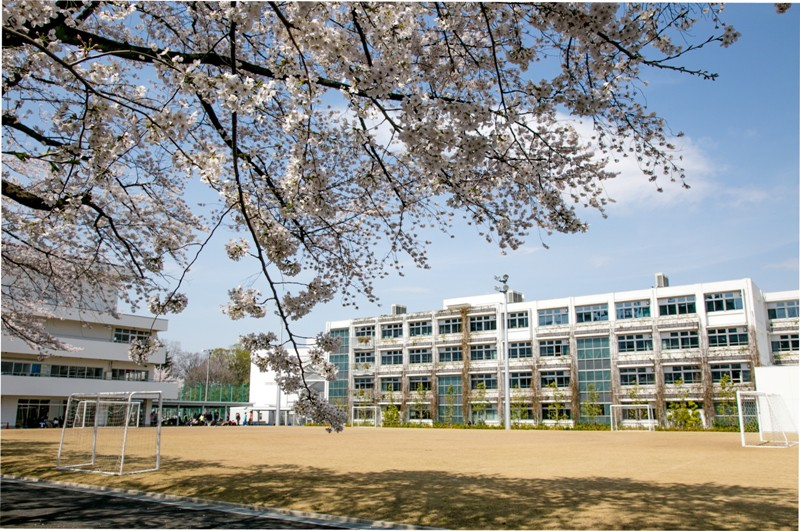
Liceo Francés internacional de Tokio, Japón.
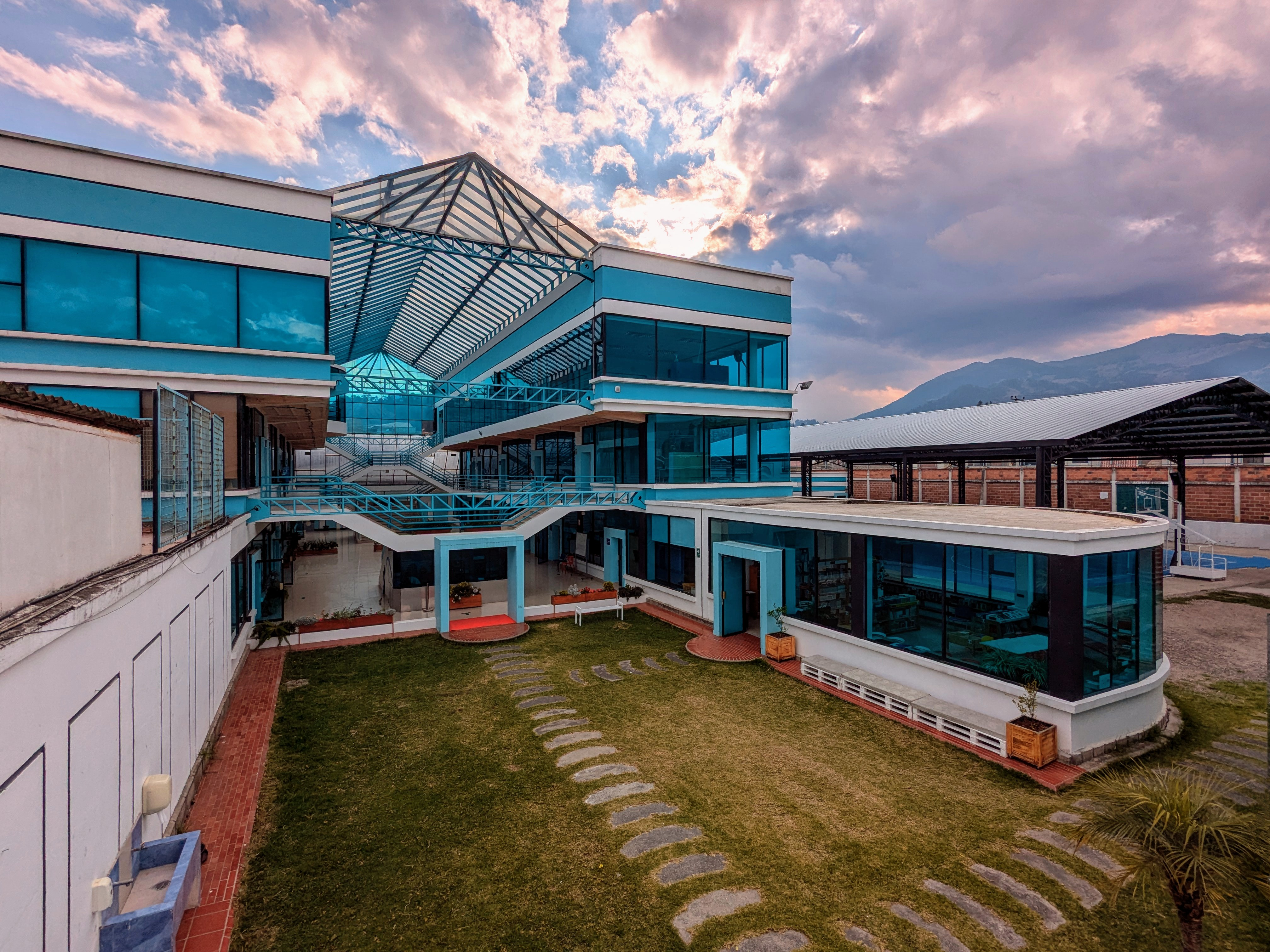
Liceo Francés de Cuenca, Ecuador.

#### Trabajos
- Christophe Bouchard (2017). Lycées français du monde. Agence pour l’enseignement français à l’étranger. p. 69. rapport.
- DRH (2017). Bilan social 2016. Agence pour l’enseignement français à l’étranger. p. 47. social.
- L'enseignement français à l'étranger. Paris: Cour des comptes. octobre de 2016. p. 172. comptes.
- Jean-Marc Ayrault (2016). Contrat d'objectifs et de moyens 2016-2018 de l'AEFE. Agence pour l’enseignement français à l’étranger. p. 1. com.
- Hélène Farnaud-Defromont (2014). Plan d'orientation stratégique 2014-2017 de l'AEFE. Agence pour l’enseignement français à l’étranger. p. 23. pos.
- Aurélie Mauffrey (2014). L'interculturalité dans les Lycées français à l'étranger. Editions universitaires europeennes. p. 116. ISBN 978-3-8417-4076-2. interculturel. Archivado desde el original el 26 de mayo de 2018. Consultado el 16 de febrero de 2023.
- Effy Tselikas (18 de abril de 2005). «La saga des lycées français de là-bas». L'Express. Consultado el 26 de mayo de 2018.
- Nadine Vasseur (2005). La Leçon de français – Lycées français à l'étranger : d'anciens élèves se souviennent. Sciences humaines. Arles: Actes Sud. p. 224. ISBN 978-2-7427-5305-5. Archivado desde el original el 26 de junio de 2018. Consultado el 16 de febrero de 2023.
- Effy Tselikas (2004). Les lycées français du soleil. Mémoires. Paris: Autrement. p. 272. ISBN 978-2-7467-0435-0.

#### Tesis universitarias
- Olivier Cachet (2016). Politique éducative dans les lycées français gérés par l'AEFE en Amérique latine. Nantes: Université de Nantes. Consultado el 27 de junio de 2018.
- Rana El Challah (2016). Innovation en formation continue et dynamiques coopératives. Lyon: Université Lumière Lyon 2, Université Saint-Joseph de Beyrouth. Consultado el 26 de mayo de 2018.
- Sylvain Beck (2015). «Agence pour l'enseignement français à l’étranger (AEFE)». Expatriation et relation éducative. Paris: Université Paris-Sorbonne. p. 385. Consultado el 26 de mayo de 2018.
- Laura Uribe (2015). Des pratiques d’enseignement en contexte bilingue à la formation des enseignants. Une perspective convergente. Paris: Université Sorbonne-Paris-Cité. Consultado el 27 de junio de 2018.

#### Informes parlamentarios
- Claudine Lepage (2014). Enseignement français à l'étranger. frais.
- André Ferrand (2004). Financements de l'enseignement français à l'étranger. p. 175. ferrand.
- Pierre Lequiller (1996). L'enseignement français à l'étranger, contribution à notre rayonnement culturel. p. 159. bilan.